# Eustrotia trabeata
Eustrotia trabeata är en fjärilsart som beskrevs av Scriba 1790. Eustrotia trabeata ingår i släktet Eustrotia och familjen nattflyn. Inga underarter finns listade i Catalogue of Life.